# Ambystoma dumerilii
El achoque o ajolote de Pátzcuaro (Ambystoma dumerilii) es una especie de anfibio caudado de la familia Ambystomatidae, orden Caudata. Es endémica del Estado de Michoacán, en donde su único hábitat existente es el lago de Pátzcuaro y en la laguna de Zacapu. Mide alrededor de 25 cm, incluyendo la cola. Está Sujeta a Protección Especial (Norma Oficial Mexicana 059) y se considera como Críticamente Amenazada en Lista Roja de la UICN. Ha sido utilizado como alimento y como remedio medicinal.

## Descripción
Es una especie neoténica, es decir no lleva a cabo una metamorfosis, sino que se reproduce en su estado larvario. Es de talla mediana, alcanza una longitud de hasta 25 cm. Su cuerpo es delgado, las extremidades son relativamente delgadas y los dedos cortos, anchos y aplanados en la base. Su cabeza es un poco más ancha que el resto del cuerpo y con branquias relativamente cortas. El color general es rojo violeta mezclado de pardo; mucho más claro en las partes inferiores y algunas veces la garganta y el pecho blancos; costados con manchas blanquecinas.

## Distribución de la especie
Endémica de México, restringida a la laguna de Patzcuaro en el estado de Michoacán.